# Scheiblingkirchen-Thernberg
Scheiblingkirchen-Thernberg è un comune austriaco di 1 890 abitanti nel distretto di Neunkirchen, in Bassa Austria; ha lo status di comune mercato (Marktgemeinde). È stato istituito il 1º gennaio 1971 con la fusione dei comuni soppressi di Scheiblingkirchen e Thernberg; capoluogo comunale è Scheiblingkirchen.